# Torre Puig (Santa Oliva)
La Torre Puig és una obra de Santa Oliva (Baix Penedès) inclosa a l'Inventari del Patrimoni Arquitectònic de Catalunya. La denominació de "Torre Puig" és en referència a un dels seus propietaris originals i la que es va fer servir a la família Sumoy per denominar la finca. En l'inventari de patrimoni es denomina Casa Llarrañaga en referència a un altre propietari, impulsor i responsable de la reforma modernista (transcrit en alguns registres com Larrienaga o Larrianaga). En l'inventari local figura com El Molí de Vent en referència al molí que encara es conserva a la finca. L'obra està protegida com a bé cultural d'interès local.

## Descripció
La casa està situada dins una finca envoltada de jardí, ubicada a la carretera de Santa Oliva, tocant al terme municipal del Vendrell. Es tracta d'un edifici que s'emmarca dins un estil modernista de tendència secessionista. En aquest sentit es marquen molt les línies rectes i la combinació d'aquestes amb formes ovoïdals, molt característiques del modernisme més austríac.
L'edifici, de dues plantes, té una façana decorada amb carreus picats, motius vegetals i rajoles de color verd. Els baixos presenten una portalada d'arc escarser i una finestra lateral amb una reixa de forma còncava. La planta noble té una gran balconada convexa i la porta balconera presenta una forma el·líptica dividida mitjançant pilastres en quatre obertures. A cada costat del balcó hi ha dues grans finestres d'arc escarser.

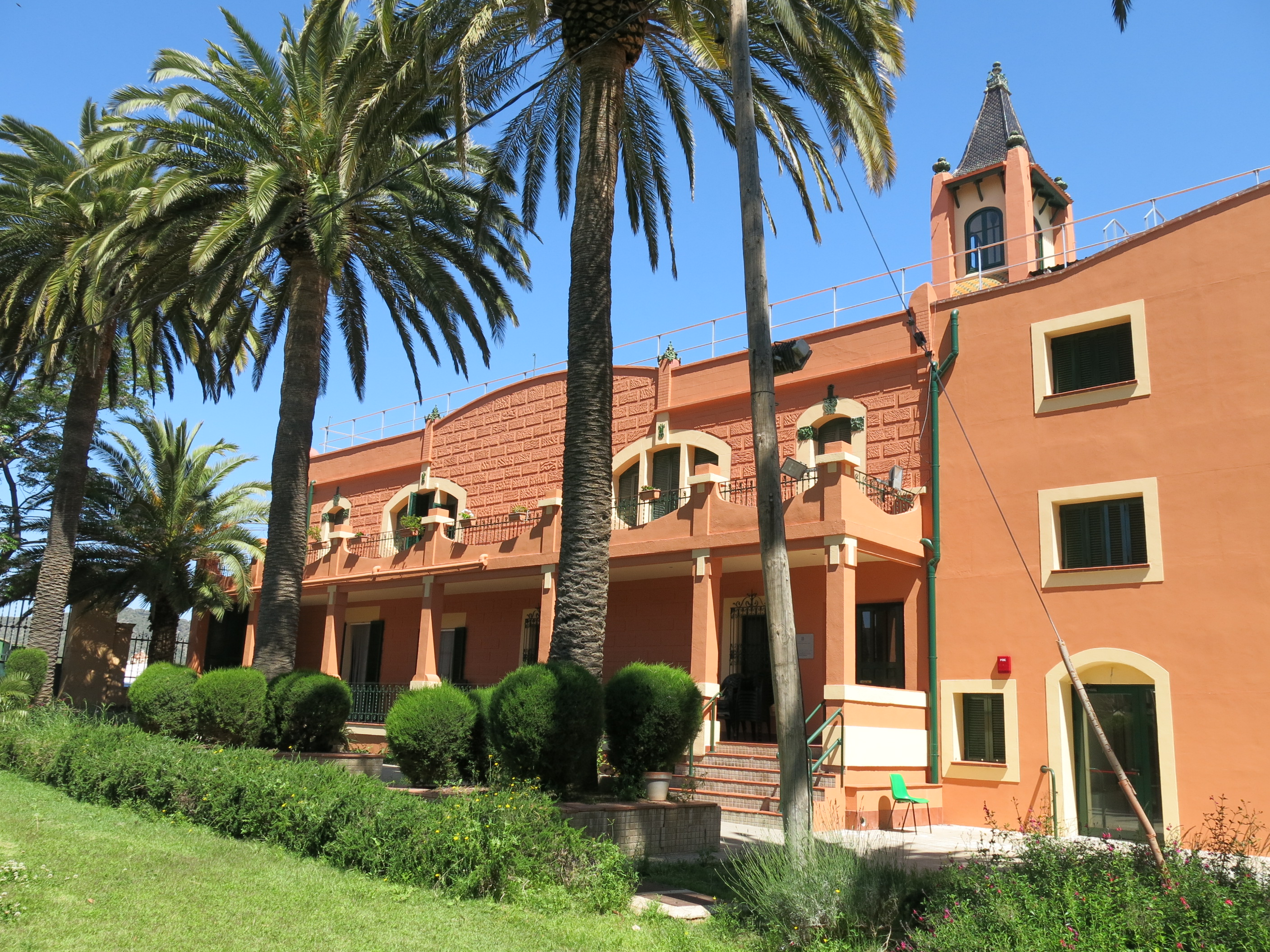
Façana de la porxada, mirant al jardí

És rellevant l'ús de la ceràmica vidriada verda, els esgrafiats o la decoració de ferro forjat. El rematat de l'edifici és de forma corba i al mig té dues pilastres adossades que contenen un contra-relleu amb les quatre barres, i damunt d'aquest una guarnició. Cal ressaltar la torre de forma quadrada de la part del darrere, envoltada de quatre pilastres amb pinacles de color verd, amb teulada de quatre vessants i finestres d'arc escarser.

## Història
La finca, fundada el 1906 i situada a la carretera de Santa Oliva, va pertànyer originalment a Teresa Escardó Sirvent, vídua de Juan Serra Solé.
En Miquel Puig Amat va comprar la finca als hereus i va ser responsable de la major part de les construccions, inclosa l'estructura de la casa principal. D'aquella etapa en provenia la denominació de "Torre Puig". Una part de les terres pertany al terme municipal del Vendrell i la resta amb l’edifici, al de Santa Oliva. La finca tenia també una casa per al masover i una bassa amb un moli de vent i motor elèctric. Hi havia un magnífic jardí i a les terres s’hi cultivaven avellanes, oliva i horta.
El colombià Rafael Larrañaga Zambrano, fill d'emigrants espanyols, arribat des de Xile als inicis del segle xx, va adquirir la torre Puig l'any 1927, i va fer reformar la casa en estil modernista. Són de la seva època la casa principal, amb torratxa, i algunes de les construccions annexes, com un magatzem coronat amb un original 1920.

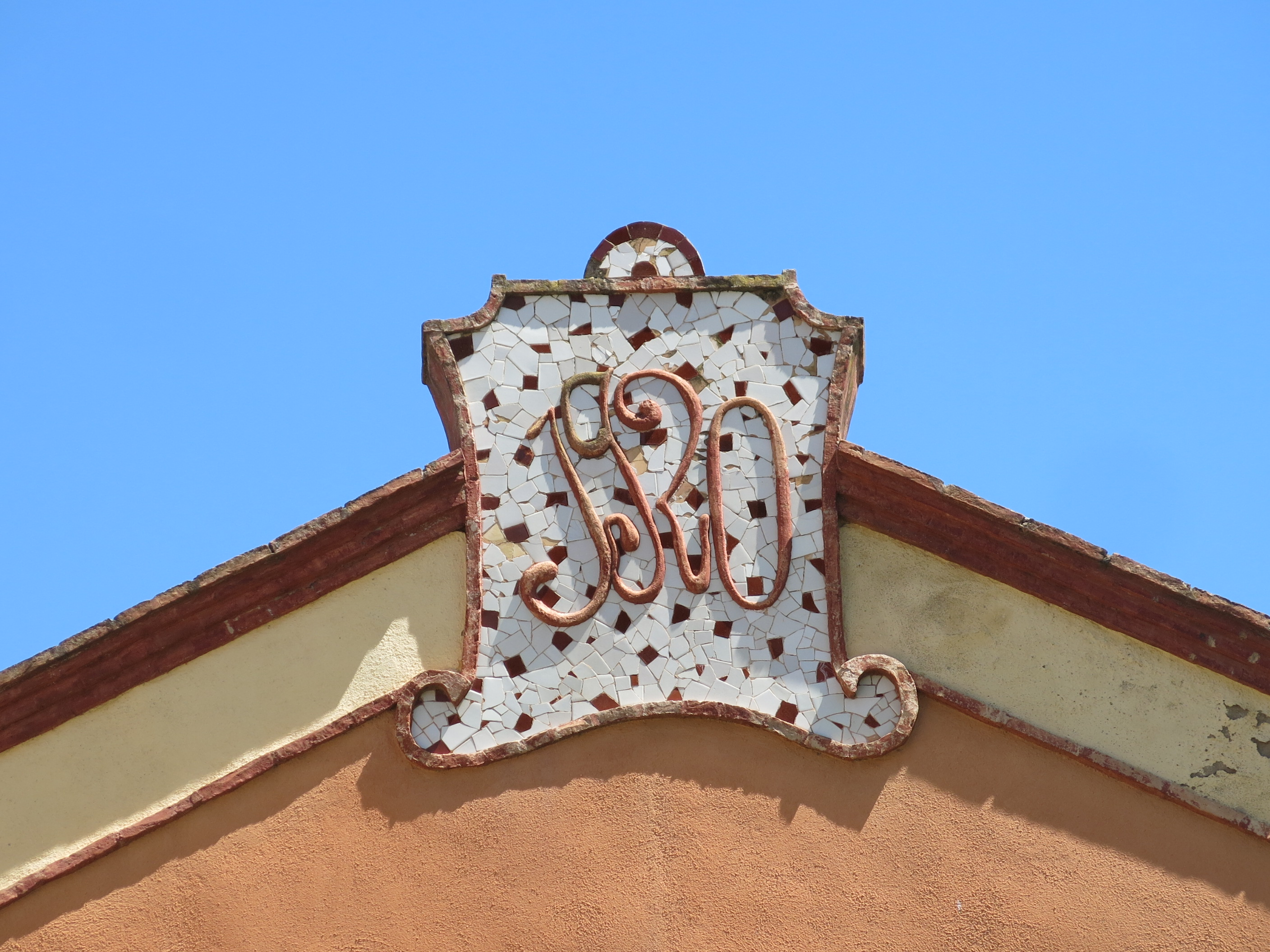
Rètol de 1920 que corona la façana del magatzem

L'any 1936 el Sr. Larrañaga queda vidu i rep en herència de la seva dona, Mercedes de Martorell, l'altra meitat de la finca. En no tenir cap successor, l'any 1960 va vendre la finca a un amic de la família, mantenint l'usdefruit sobre la casa fins a l'any 1973, i la seva vídua María Claro Azcarreta fins al 1982.
El nou propietari, en Lauro Sumoy Guasch, va tenir un nou masover des de l'any 1967 fins a principis dels 70, amb el que es van dedicar a cultivar ametllers. En els anys posteriors va poder gaudir de la finca amb els seus descendents com a lloc de reunió familiar, fins a la seva mort l'any 1984.
El 17 de maig de 1984 la finca va ser adquirida per la Fundació Santa Teresa, una entitat d’iniciativa social sense ànim de lucre, que hi va establir la seva seu.